# Kodiak (ostrov)
Kodiak (česky zastarale též Kaďjak nebo Kodjak) je ostrov v Kodiackém souostroví ( s délkou 285 km a šířkou 108 km zaujímá plochu cca 13 890 km²) ležící zhruba 50 km  východně od poloostrova Aljaška ve stejnojmenném americkém státě. 
Největším sídlem na ostrově je město Kodiak (cca 5 580 obyv.), které je zároveň rybářským přístavem se dvěma doky až pro 160 plavidel, patřícím městu. St. Herman je větším ze dvou přístavů v Kodiaku byl původně postaven v roce 1982 Aljašským ministerstvem dopravy.

## Historie
Ostrov byl obýván aleutskými obyvateli více než 7 000 let. Obyvatelé se zabývali především lovem a rybolovem a také sběrem plodin.
Prvními Evropany, kteří spatřili ostrov Kodiak, byli průzkumníci Vitus Bering a Alexej Čirikov během druhé kamčatské expedice v roce 1741.
V „Chronologické historii objevu Aleutských ostrovů“ V. N. Bercha je uvedeno, že prvním Rusem, který navštívil ostrov, byl mořeplavec Stepan Glotov. Přijel tam na lodi „Adriana a Natálie“ na podzim roku 1762 a během zimy, kdy opakovaně odrážel útoky ostrovanů, nemohl vůbec lovit bobry ani obchodovat s obyvateli; 24. května 1764 ostrov opustil. Na jeho počest byla v roce 1963 Kodiackou a Aljašskou historickou společností pojmenována Glotova hora.
V roce 1778 dosáhl navigátor Potap Kuzmič Zajkov na lodi „Svatý Vladimir“ pobřeží Kodiaku a popsal přírodu, klima a geografickou polohu ostrova.
Prvními kolonisty zvenčí byli ruští lovci z Ochotsku pod vedením Grigorije I. Šelechova (psáno též Šelichov), který v roce 1784 založil v zátoce Tří svatých první ruské osídlení v Americe a napsal o ostrově v roce 1791 první popisnou knihu. Také založil s dalším Rusem Ivanem L. Golikovem Severo-východní společnost (rus. Северо-Восточная компания, známé v angličtině jako Shelikhov-Golikov Company), které se zabývalo na východní Sibiři a také na Aljašce (včetně ostrova Kodiak) především organizováním lovu mořských vyder a výkupem kožešin. Šelechov vedl v roce 1784 na ostrově Kodiak útoky proti domorodým Aleutům, známé jako masakr v Awa'uq, při kterém ruští zaměstnanci podle některých odhadů zabili přes 2 000 domorodých lidí. V důsledku tohoto masakru se ostrov dostal pod úplnou kontrolu společnosti a všichni byli nuceni pro ni lovit.
V roce 1792 byl ostrov trvale osídlen poddanými ruského cara a v roce 1784 byl založen přístav Kodiak, původně se jmenoval Pavlovské přístaviště (rus. Павловская Гавань). 

V roce 1794 přišla na ostrov mise osmi pravoslavných mnichů. 

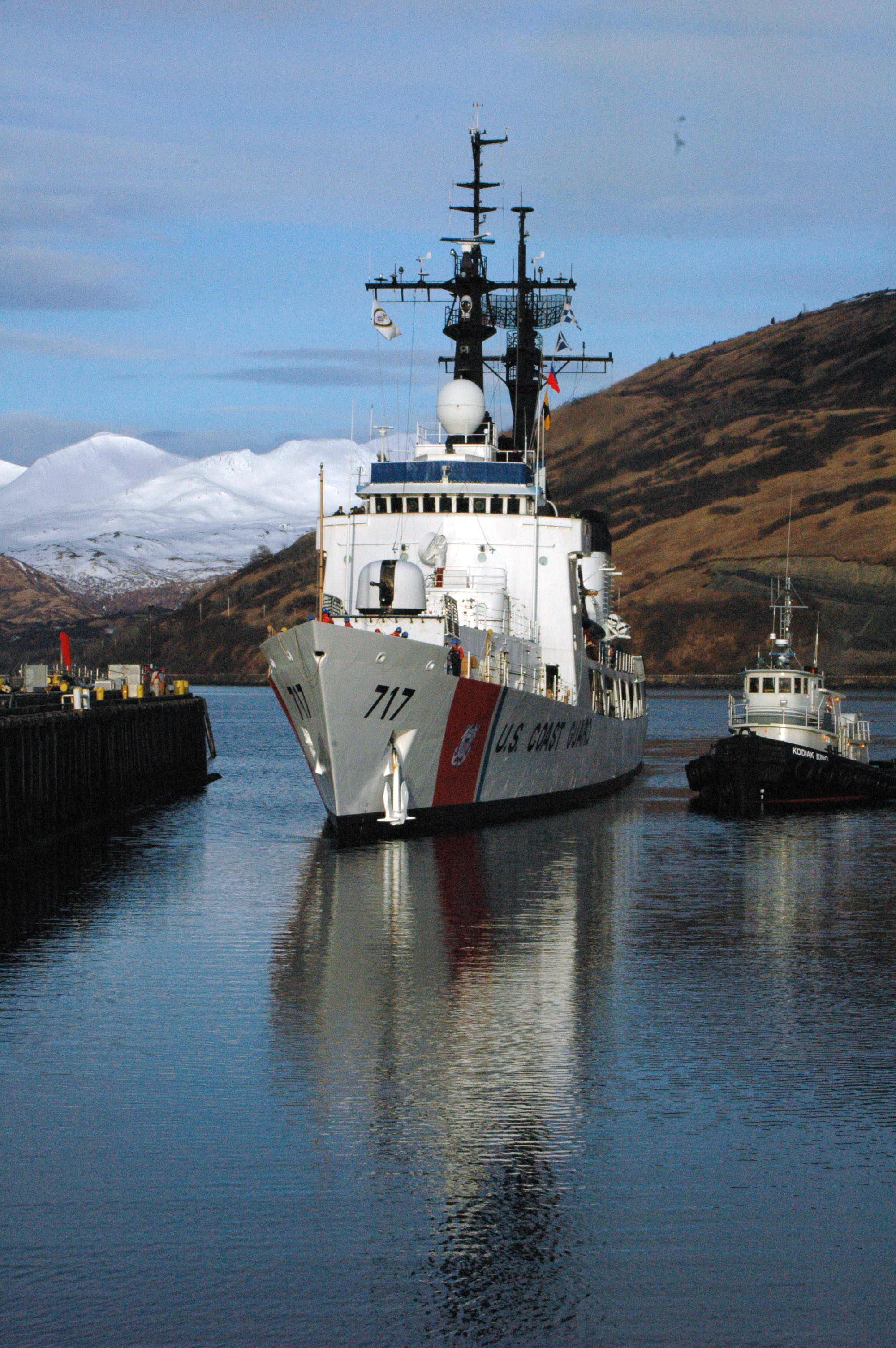
Loď americké pobřežní stráže u ostrova Kodiak

Ve městě se nachází dům prvního hlavního správce ruských osad v Americe Alexandra Andrejeviče Baranova, postavený v roce 1808, který je dnes nejstarším příkladem ruské architektury v Severní Americe. Baranovův dům je v současné době historickým muzeem. 
V pravoslavném kostele Svatého Vzkříšení (angl. Holy Resurrection Cathedral), spočívají ostatky světce Hermana Aljašského (angl. Herman of Alaska, rus. German Aljaskinskij/ Герман Аляскинский, žil v letech 1756 – 1837), prvního pravoslavného světce Ameriky. 
V roce 1867 přešel ostrov vlastnictví Spojených států v důsledku dohody s Ruským impériem. Začali na něj přicházet Američané a věnovat se lovu a pěstování plodin.
Nyní je ostrov součástí státu Aljaška, který byl založen v roce 1959.
Některé ulice města Kodiak jsou stále pojmenovány po ruských osadnících: Volkov (rus. Волков, angl. Wolkoff Ln), Semjonov (rus. Семёнов, angl. Simeonof Street), Mitrochin (rus. Митрохин, angl. Metrokin Way), Maljutin (rus. Малютин, angl. Malutin Ln) a další.

## Geografie
Při maximální délce 160 km a šířce dosahující mezi 16 a 96 km má rozlohu 8 975 km², což je mezi ostrovy USA druhá nejvyšší rozloha po ostrově Havaj. V rámci všech zemských ostrovů je podle pořadí osmdesátý. Žije zde zhruba třináct tisíc obyvatel a hustota zalidnění je 1,5 osoby na kilometr čtvereční.
Od pevniny je oddělen vodami Šelichovova průlivu (angl. Shelikof Strait). Na sever od ostrova leží menší ostrov Afognak (69 x 37 km, asi 160 obyvatel).
Nejvyšším vrcholem je Koniag Peak (1362.2 m).
Téměř dvě třetiny ostrova se nacházejí v národní přírodní rezervaci Kodiak (angl. Kodiak National Wildlife Refuge) a nejsou přístupné po silnici. Státní rekreační areál Pasagshak River je park o rozloze 10 ha. Na ostrově se také nachází státní historický park Fort Abercrombie.
Nejdůležitější řekou je Buskin (Buskin River), která má rekreační a turistický význam, loví se zde i lososi a pstruzi. Je dlouhá 5, 6 km, vytéká z jezera Buskin a ústí do zátoky Chiniak.

## Zajímavosti
- V letech 1964 a 2018 byl ostrov postižen zemětřesením a v roce 1964 i vlnou tsunami. Ostrov postihlo i zemětřesení po erupci sopky Novarupta v roce 1912.

- Ostrov je domovem  medvěda kodiaka.

- Nachází se zde kodiacký kosmodrom.